# Discografia de Macy Gray
A discografia da cantora e compositora estadunidense Macy Gray consiste em seis álbuns de estúdio, duas compilações. Lançou também dezoito singles (incluindo quatro como artista convidada).

## Álbuns de estúdio
| Ano                                          | Título | Melhor posição nas tabelas musicais | Melhor posição nas tabelas musicais | Melhor posição nas tabelas musicais | Melhor posição nas tabelas musicais | Melhor posição nas tabelas musicais | Melhor posição nas tabelas musicais | Melhor posição nas tabelas musicais | Vendas                                              | Certificações                                                   |
| Ano                                          | Título | AUS                                 | AUT                                 | EUA                                 | FRA                                 | NZ                                  | RU                                  | SUI                                 | Vendas                                              | Certificações                                                   |
| -------------------------------------------- | --- | ----------------------------------- | ----------------------------------- | ----------------------------------- | ----------------------------------- | ----------------------------------- | ----------------------------------- | ----------------------------------- | --------------------------------------------------- | --------------------------------------------------------------- |
| 1999                                         | On How Life Is - Lançamento: 27 de Julho de 1999 - Editora discográfica: Epic Records - Formato(s): CD                | 1                                   | 3                                   | 4                                   | 24                                  | 1                                   | 3                                   | 6                                   | - : 6 milhões - : 3 milhões - : 900,000 - : 300,000 | - Music Canada: 3× Platina - RIAA: 3× Platina - BPI: 3× Platina |
| 2001                                         | The Id - Lançamento: 18 de Setembro de 2001 - Editora discográfica: Epic Records - Formato(s): CD                     | 3                                   | 7                                   | 11                                  | 25                                  | 7                                   | 1                                   | 4                                   | - : 3 milhões - : 700,000 - : 400,000 - : 250,000   | - Music Canada: Platina - RIAA: Ouro - BPI: Ouro                |
| 2003                                         | The Trouble with Being Myself - Lançamento: 13 de Julho de 2003 - Editora discográfica: Epic Records - Formato(s): CD | 23                                  | 27                                  | 44                                  | 61                                  | 41                                  | 17                                  | 10                                  | - : 900,000 - : 307,000                             | —                                                               |
| 2007                                         | Big - Lançamento: 27 de Março de 2007 - Editora discográfica: Geffen Records, will.i.am - Formato(s): CD              | —                                   | —                                   | 39                                  | 149                                 | —                                   | 17                                  | 38                                  | - : 150,000                                         | —                                                               |
| 2010                                         | The Sellout - Lançamento: 21 de Junho de 2010 - Editora discográfica: Concord Records - Formato(s): CD                | —                                   | 70                                  | 38                                  | 62                                  | —                                   | 128                                 | 28                                  | - : 100,000                                         | —                                                               |
| "—" Não entrou na tabela musical deste país. | |                                     |                                     |                                     |                                     |                                     |                                     |                                     |                                                     |                                                                 |

## Colaborações
| Ano  | Título                                                                             | Melhor posição nas tabelas musicais | Melhor posição nas tabelas musicais | Melhor posição nas tabelas musicais | Melhor posição nas tabelas musicais | Álbum                                         |
| Ano  | Título                                                                             | U.S.                                | U.S. R&B                            | UK                                  | AUS                                 | Álbum                                         |
| ---- | ---------------------------------------------------------------------------------- | ----------------------------------- | ----------------------------------- | ----------------------------------- | ----------------------------------- | --------------------------------------------- |
| 2001 | "Demons" (Fatboy Slim featuring Macy Gray)                                         | —                                   | —                                   | 16                                  | —                                   | Halfway Between the Gutter and the Stars      |
| 2001 | "Geto Heaven Remix T.S.O.I. (The Sound of Illadelph)" (Common featuring Macy Gray) | —                                   | 61                                  | 48                                  | —                                   | Like Water for Chocolate (edição alternativa) |
| 2001 | "Request + Line" (The Black Eyed Peas featuring Macy Gray)                         | 63                                  | 51                                  | 31                                  | 21                                  | Bridging the Gap                              |
| 2009 | "Can't Hold Back" (Kaz James featuring Macy Gray)                                  | —                                   | —                                   | —                                   | 42                                  | If They Knew                                  |
| 2016 | "Leave Me Lonely" (Ariana Grande featuring Macy Gray)                              |                                     |                                     |                                     |                                     | Dangerous Woman                               |